# Anopinella arenalana
Anopinella arenalana là một loài bướm đêm thuộc họ Tortricidae. Nó được tìm thấy ở Costa Rica.
Chiều dài cánh trước khoảng 6.5 mm.